# Steyrtal

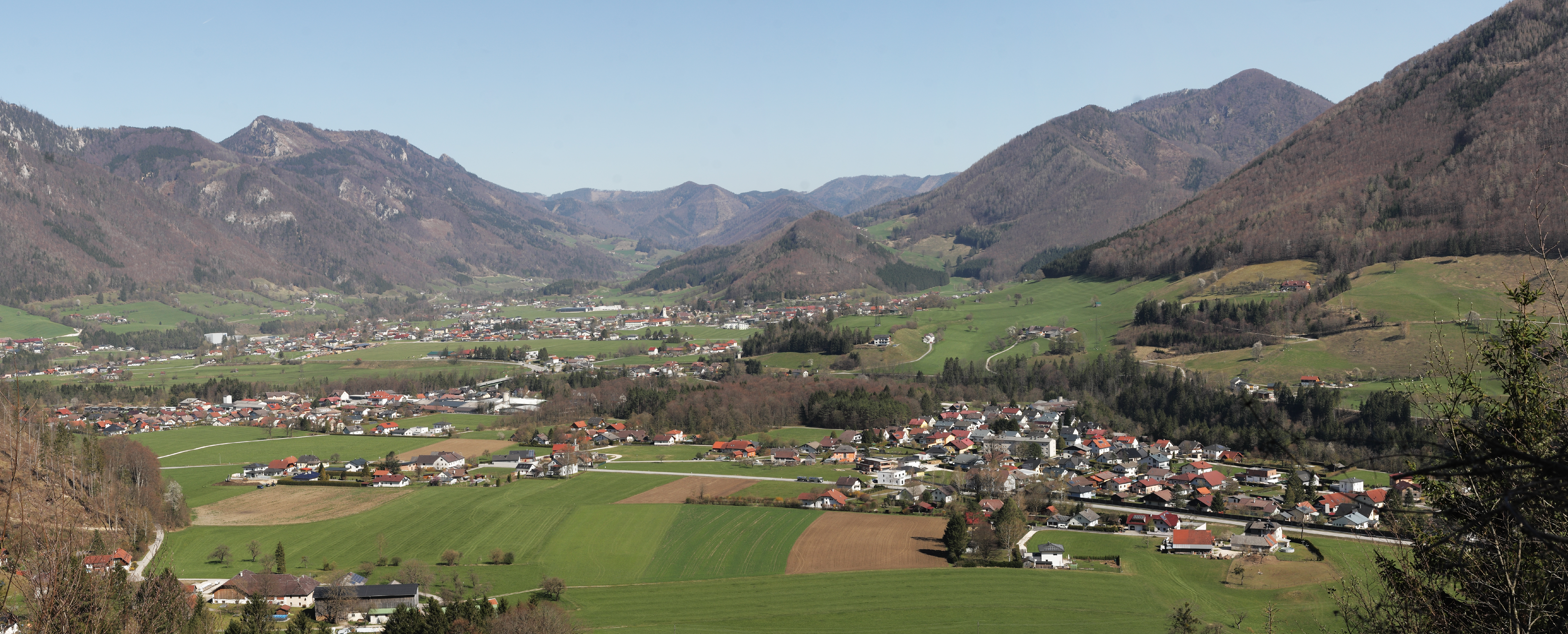
Blick vom Steinkogel über das Steyrtal mit dem Mollner Becken

Das Steyrtal im südlichen Oberösterreich ist nach dem Steyrfluss benannt. Das Tal im Oberlauf des Flusses wird Stodertal genannt.

## Lage und Geologie

Blick von Waldneukirchen nach Süden mit Unter- und Obergrünburg

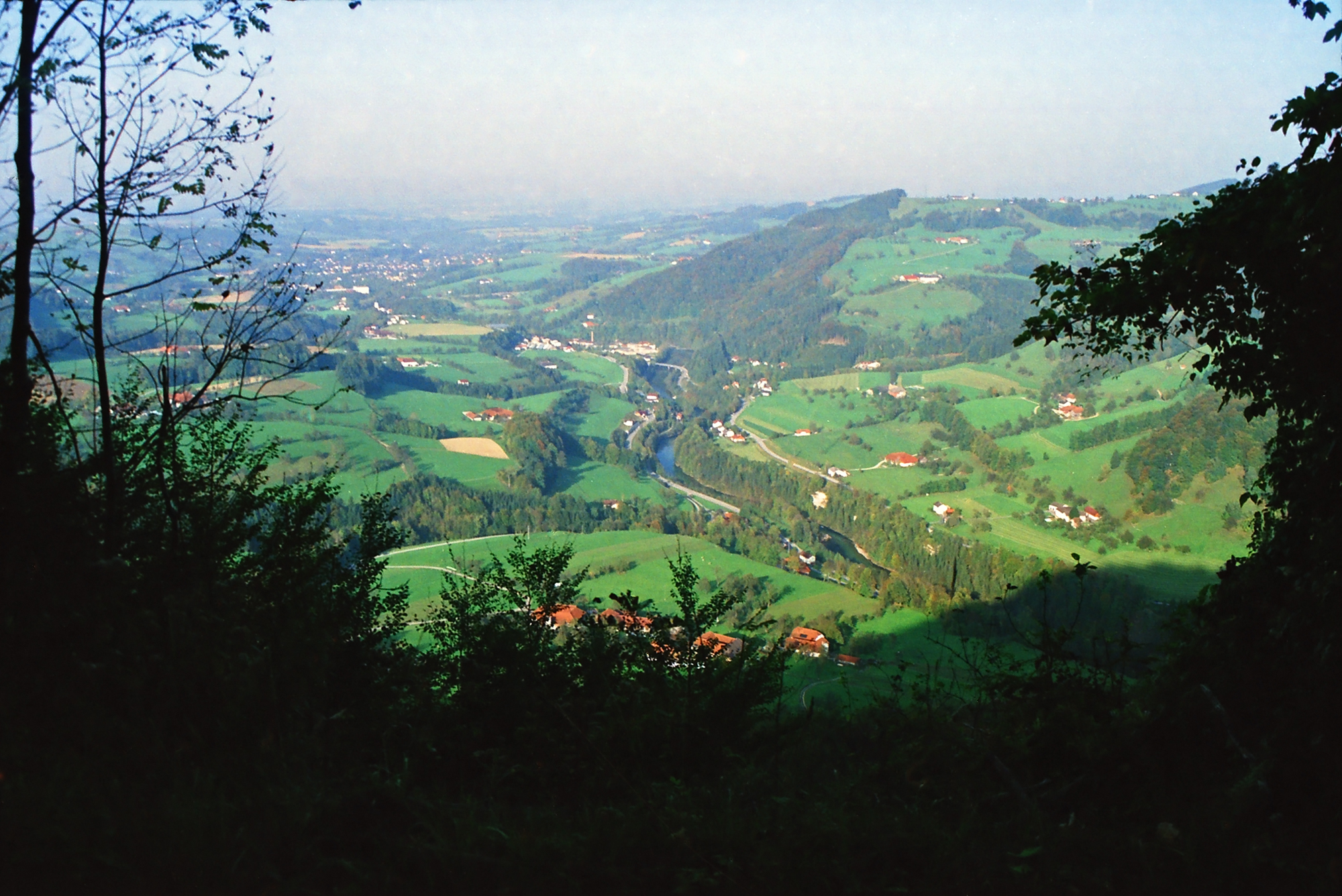
Blick vom Kleinen Landsberg auf die Flyschhügel im nördlichen Steyrtal

Der südliche Teil des Steyrtals liegt in den Nördlichen Kalkalpen, der nördliche in der Flyschzone. Nach Gaisberg und Schoberstein, die noch zu den Kalkalpen gehören und schroffe Felsformen zeigen, schließen nordwärts Hügelketten der Flyschzone an. Die geologische Grenze verläuft durch den Graben des Schmiedleithnerbachs am Fuß des Großen Landsbergs und ab dem Steyrfluss unter dem Schotter der Obergrünburger Hochterrasse. Das Tal wurde durch Gletscher während der Eiszeiten geformt. Die größte Ausdehnung geschah gegen Ende der Riß-Kaltzeit mit Gletscherzungen bis auf die Höhe von Obergrünburg und Steinbach.
Das Tal der Steyr im Oberlauf ist das Stodertal. Die größte Breite erreicht das Steyrtal im Mollner Becken.

## Verkehr
Durch das Tal verlaufen die Steyrtal Straße und der Steyrtalradweg. Die Steyrtal Straße folgt einem Talübergang ins Kremstal, wo sie in die Pyhrnpass Straße mündet. Die von Steyr kommende Steyrtalbahn, die ehemals bis zum Bahnhof Klaus und damit durch das gesamte Tal führte, endet seit 1985 als Museumsbahn bereits beim Bahnhof Grünburg im Gemeindegebiet von Waldneukirchen.

## Natur
Im Süden liegen der Steyrdurchbruch und das Naturschutzgebiet Planwiesen. Das Naturschutzgebiet Steyrschlucht erstreckt sich von Agonitz (Oberleonstein) bis zur Haunoldmühle (Obergrünburg). Bei Molln liegt in der Steyrschlucht die Rinnende Mauer, eine Traufquelle mit aus der Konglomeratwand austretendem Wasser.

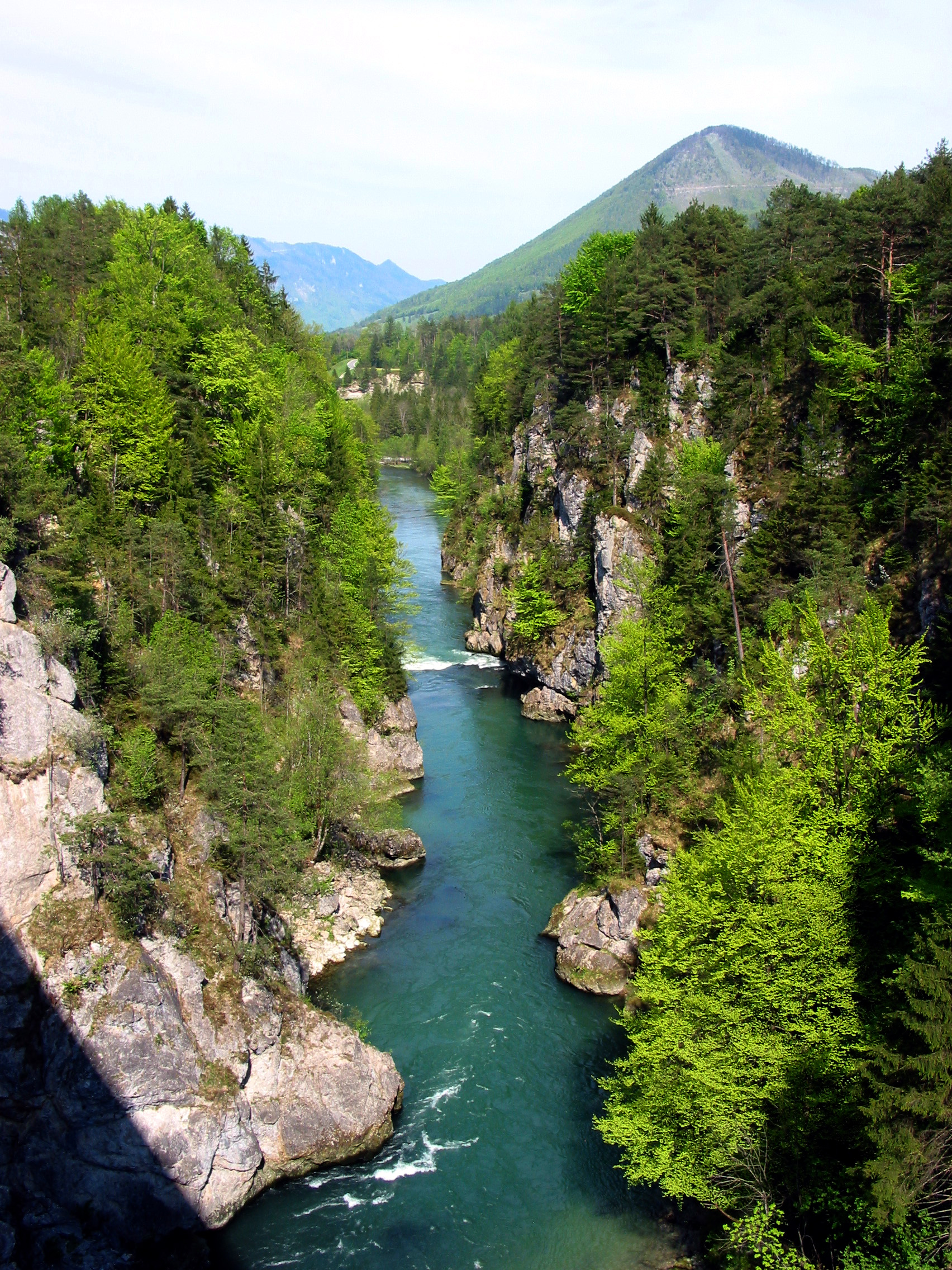
Steyrdurchbruch
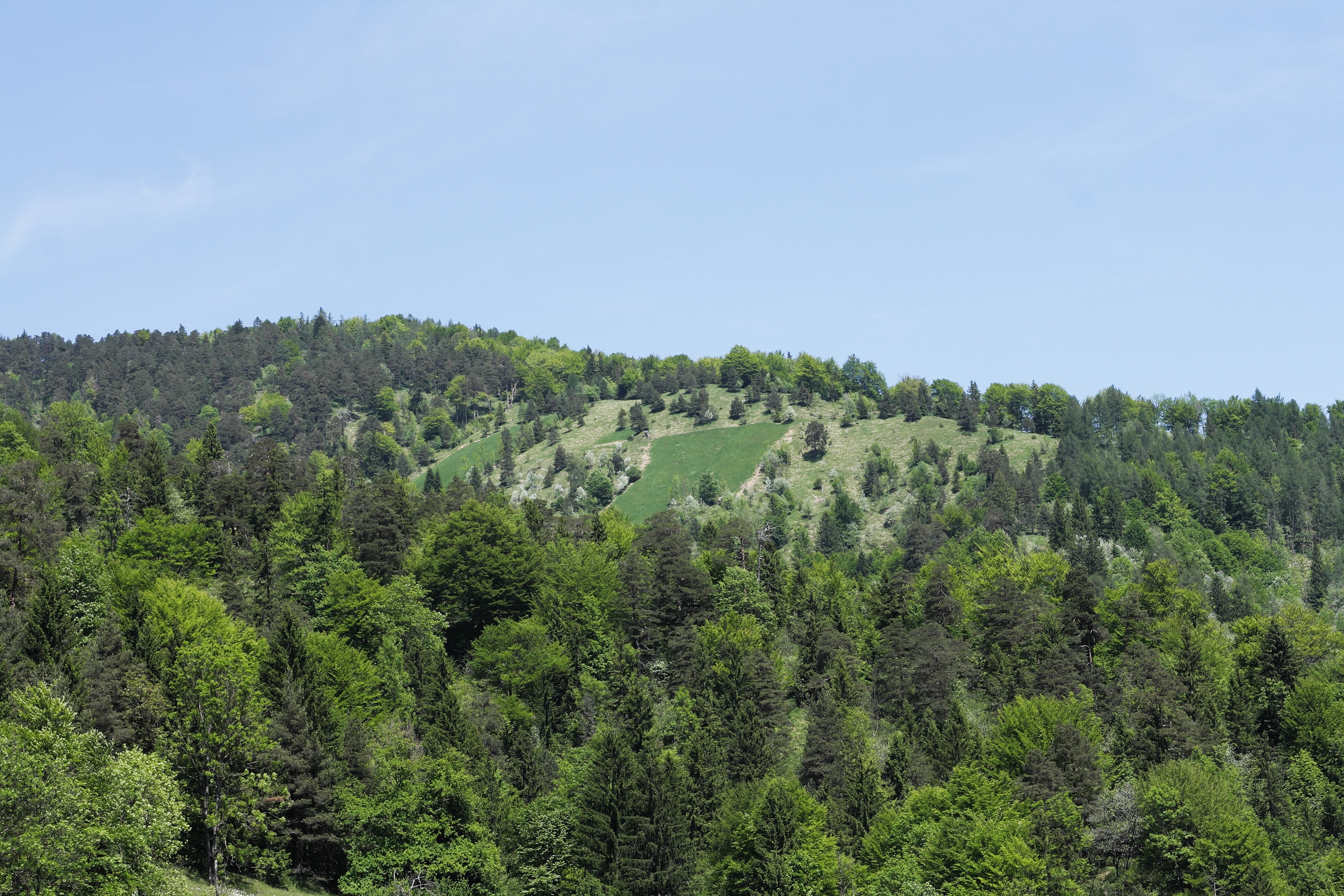
Planwiesen
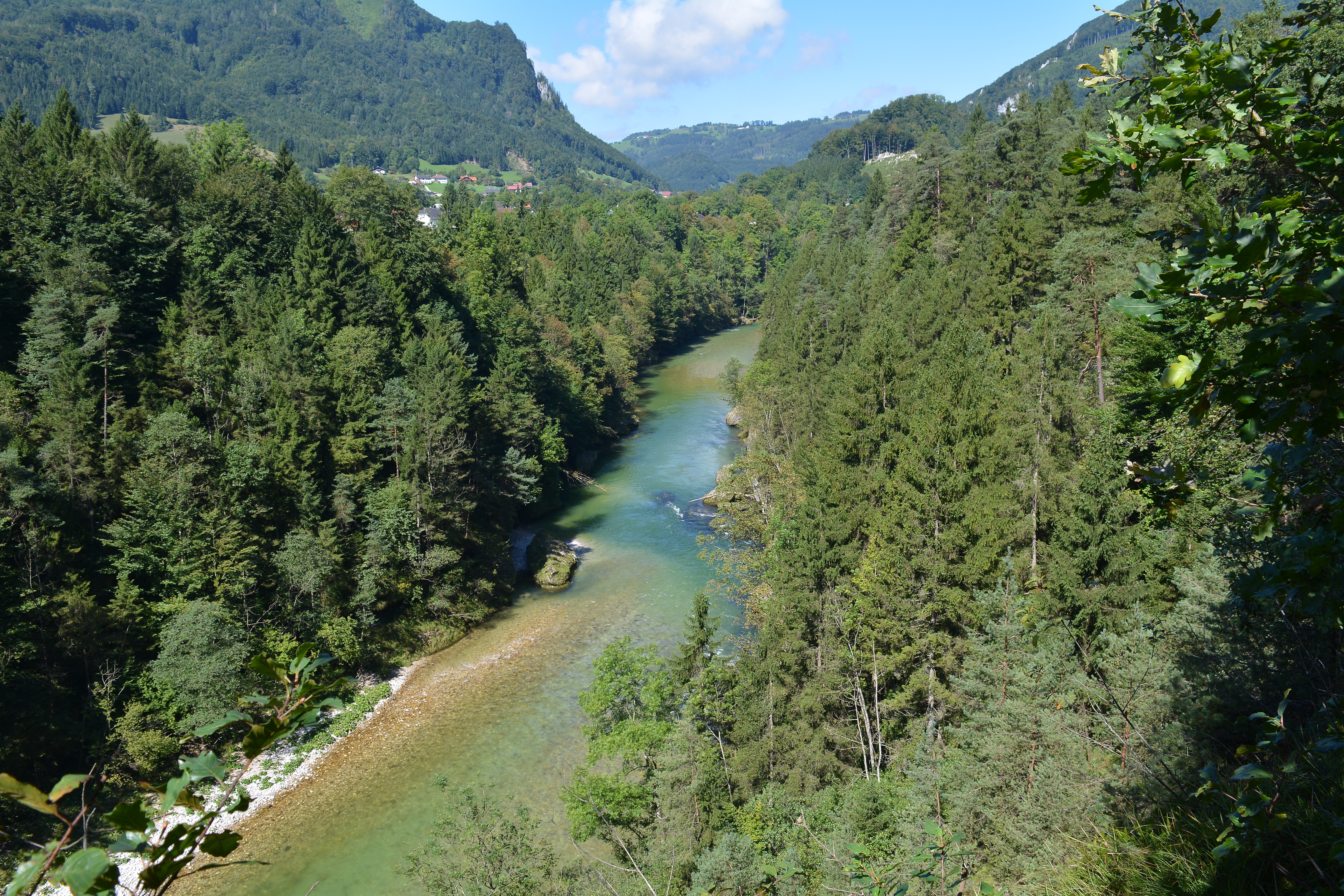
Steyrschlucht bei Molln
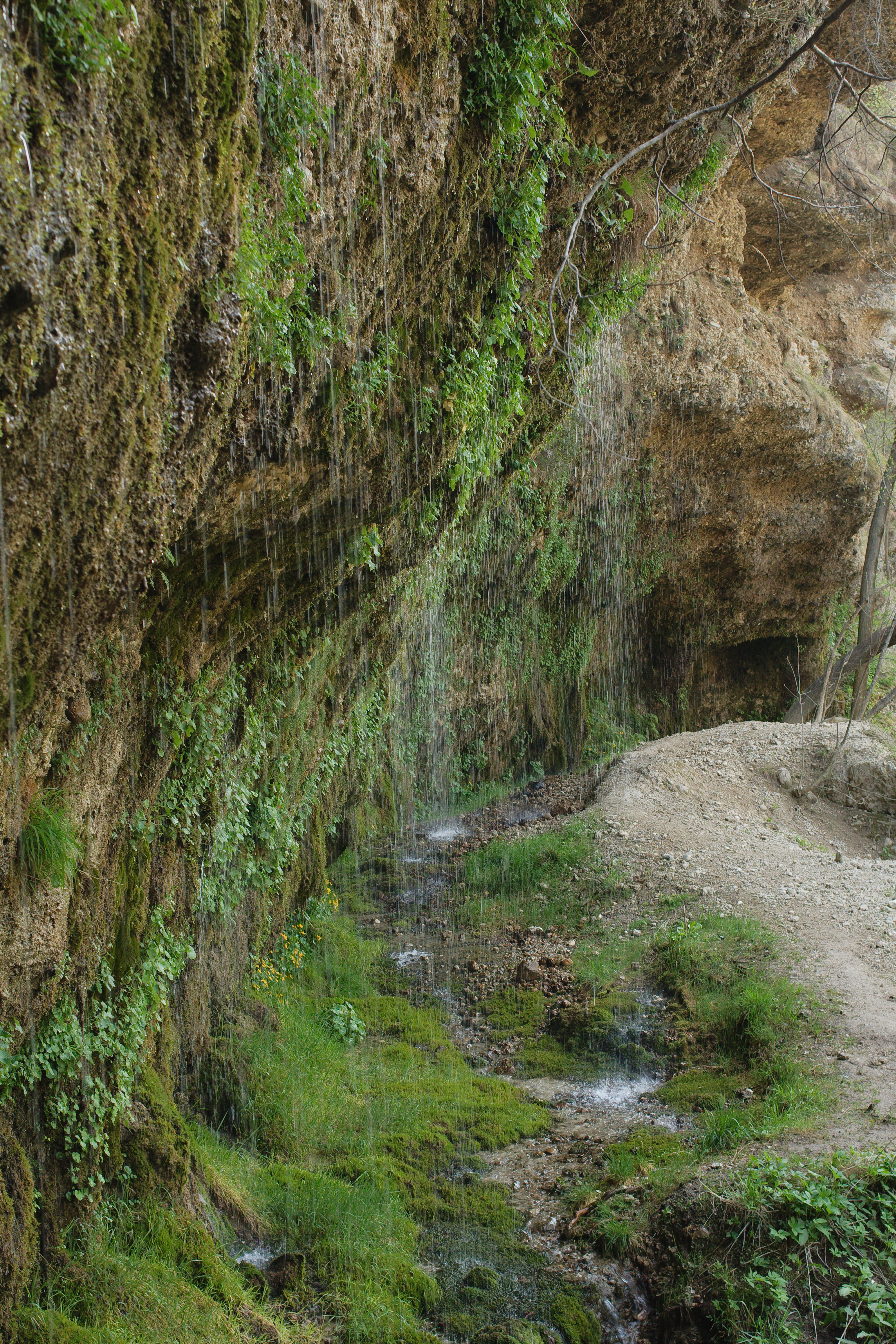
Rinnende Mauer